# Alexandre Edmond Becquerel
Alexandre-Edmond Becquerel (Paris, 24 de março de 1820 — Paris, 11 de maio de 1891) foi um físico francês.
Estudou o espectro solar, magnetismo, electricidade e a óptica. É conhecido pelos seus trabalhos sobre a luminescência e fosforescência. Descobriu o efeito fotovoltaico, que é a base de funcionamento da célula solar.

## Biografia
Nascido e morto em Paris, autor da primeira fotografia do espectro solar, de importantes estudos em óptica, magnetismo e espectroscopia e descobridor do paramagnetismo do oxigênio líquido. Membro de uma famosa família de cientistas franceses, era o segundo filho do físico Antoine César Becquerel (1788-1878), e irmão do primogênito e médico Louis Alfred Becquerel (1814-1862) e pai de Antoine Henri Becquerel (1852-1908).
Formado na École Polytechnique, inicialmente colaborou com seu pai em pesquisas nas áreas de magnetismo, ótica e electricidade, tornando-se seu sucessor (1878) como professor de física no Muséum d'Histoire Naturelle, em Paris, e seguido por seu filho. Particularmente interessado em luz, fotoquímica e fosforescência, inventou a fosforoscopia.
Membro da Académie des Sciences (1863), publicou vários livros, entre eles Des causes d'altération des métaux (1864) e La Lumière, ses causes et ses effets (1867-1868) além de vários outros livros em parceria com o seu pai, como Eléments de physique terrestre et de météorologie (1847), Traité d'électricité et de magnétisme et de leurs applications aux sciences physiques, aux arts, à l'industrie, tomo 1: Électricité, principes généraux (1855), tomo 2: Électrochimie (1855) e tomo 3: Magnétisme et électromagnétisme (1856), Résumé de l'histoire de l'électricité et du magnétisme, et des applications de ces sciences à la chimie, aux sciences naturelles et aux arts (1858), e Des forces physico-chimiques et de leur intervention dans la production des phénomènes naturels (1875).
Para Alexandre Edmond Becquerel, filho de Antoine César Becquerel, nada mais fácil do que seguir a carreira do pai, sucedendo-lhe no Museu de História Natural.
Edmond Becquerel dedica-se sobretudo ao estudo da teoria da luz. Investiga os efeitos fotoquímicos e os aspectos espectroscópicos das radiações solares e da luz elétrica, e o fenômeno da fosforescência. Em 1839, Alexandre Edmond Becquerel desenvolveu um dispositivo fotovoltaico. Embora não reconhecido pela ciência, este dispositivo provavelmente foi o primeiro “componente eletrônico”.